# Agamedes pilicornis
Agamedes pilicornis (лат.) — вид клопов, единственный в составе рода Agamedes Stål, 1876 (syn. Amphithegia Breddin, 1905) из семейства древесных щитников. Эндемики Южной Африки.

## Описание
Длина тела около 1 см. От близких родов отличается следующими признаками: передние крылья выступают за задний конец брюшка, выходное отверстие-носик метаторакальной ароматической железы хорошо развит; задняя часть параклипеи не имеет боковых выступов; костальный край кориума выпуклый и образует бугорок у основания, тело вдавленное (дорсовентральное уменьшение диаметра); цвет в основном тускло-охристый; брюшной шип отсутствеют; заднебоковые углы 7-го стернита никогда не выступают виде отростков. Антенны 5-члениковые. Лапки состоят из двух сегментов. Щитик треугольный и достигает середины брюшка, голени без шипов.